# Thursday's Child
Pour les articles homonymes, voir Thursday's Child (homonymie).
Singles de David Bowie
I Can't Read
(décembre 1997) The Pretty Things Are Going to Hell
(septembre 1999)
Thursday's Child est une chanson de David Bowie parue en 1999 sur l'album 'hours...'.
Premier single extrait de l'album dans la majeure partie du monde, sauf en Australie et au Japon où c'est The Pretty Things Are Going to Hell qui est éditée à la place, elle se classe no 16 des ventes au Royaume-Uni.

## Fiche technique

### Chansons
Toutes les chansons sont écrites et composées par David Bowie.
| 1. | Thursday's Child (Radio Edit) | 4:25 |
| 2. | We All Go Through             | 4:09 |
| 3. | No One Calls                  | 3:51 |

| 1. | Thursday's Child (Rock Mix) | 4:27 |
| 2. | We Shall Go to Town         | 3:56 |
| 3. | 1917                        | 3:27 |
| 4. | Thursday's Child (Video)    |      |

### Musiciens
- David Bowie : chant
- Holly Palmer : chœurs
- Reeves Gabrels : guitare
- Mark Plati : basse, synthétiseurs
- Sterling Campbell : batterie électronique